# Farol de Sagres
O Farol de Sagres, é um farol português, situado na ponta e fortaleza do mesmo nome, na freguesia de Sagres, concelho de Vila do Bispo, na região do Algarve, em Portugal.
O edifício consta de uma torre quadrangular com lanterna e varandim de serviço, anexa a um edifício térreo para equipamentos. A lanterna é branca com cúpula vermelha.[carece de fontes?]

## História
A primeira estrutura de apoio à navegação naquele local foi um farolim provisório, instalado em Março de 1894, por ocasião das comemorações do quinto centenário do Infante D. Henrique. Segundo o periódico O Progresso do Sul de 11 de Março, foi construído a pedido da comissão responsável pela organização dos festejos, cumprindo assim uma petição da Câmara Municipal de Vila do Bispo. O aparelho terá entrado em funcionamento no dia 4 de Março.
Porém, a luz de resguardo da Ponta de Sagres começou logo desde o seu primeiro acendimento e pelo seu diminuto alcance a provocar justos reparos e reclamações da numerosa navegação que ali passava. Muito mais avançado para o sul e tendo menos trinta metros de altitude que o Cabo de São Vicente, não era com uma luz de três milhas de alcance luminoso que se devia ter assinalado o promontório de Sagres.[carece de fontes?]
O Aviso aos Navegantes N.º 3 de 3 de Março de 1894 indica que a luz é fixa vermelha, com um alcance de cinco milhas, utilizando um candeeiro a petróleo. Em 28 de Novembro de 1906 o aparelho de luz foi substituído por outro de maior alcance. O aparelho é de luz fixa vermelha, de horizonte, com candeeiro de duas torcidas e 12 milhas de alcance luminoso. Em 30 de Junho de 1923 começou a funcionar o novo farol de Sagres.[carece de fontes?]
O edifício constava de uma torre quadrangular de alvenaria branca, com anexos de um só pavimento, para habitação de faroleiros e depósito de material. A torre media 5,5 metros de altura, desde o terreno até à aresta superior da cornija. A fonte luminosa é um candeeiro de nível constante. A rotação da óptica era produzida através de um mecanismo de relojoaria e o alcance luminoso é de 14 milhas.[carece de fontes?]
A 1 de Abril de 1960 começou a funcionar o novo farol de Sagres (3.ª torre), cuja construção foi orçada em 146.890$00 (€ 733,00), tendo sido demolido o anterior.[carece de fontes?]
O farol foi electrificado e automatizado em Agosto de 1983, ficando a ser monitorizado a partir do farol de São Vicente, deixando de estar guarnecido de faroleiros.[carece de fontes?]

## Informações técnicas
1.ª Torre de 1894:
- Ano de construção: 1894
- Alcance: 12 Milhas Náuticas

2.ª Torre de 1923:
- Localização: No interior da fortaleza de Sagres [37º 59' N; 8º 56' W]
- Ano de construção: 1923
- Altura: 5,5 m
- Altitude: indisponível
- Luz: indisponível
- Alcance: 14 Milhas Náuticas

3.ª Torre de 1960:
- Coordenadas: [36º 59' 40.8" N; 8º 56' 56.4" W]
- Ano de construção: 1960
- Ano de automatização: 1983
- Altura: 13 m
- Altitude: 53 m
- Alcance: 11 Milhas Náuticas
- Lâmpada: 500 W
- Luz: Iso R 2 s
- Optica: Aparelho catadióptrico de 4ª ordem, pequeno modelo em tambor
- Encontra-se a funcionar neste local a estação DGPS de Sagres, na frequência de 305,5 kHz, inaugurada a 9 de Dezembro de 2002.[3][4]